# Chlorophyllum
Chlorophyllum is een geslacht van schimmels behorend tot de familie Agaricaceae. 

## Soorten
Volgens Index Fungorum telt het geslacht 28 soorten (peildatum januari 2023):
| Soortnaam                                        | Auteur(s)                                        | Publicatiejaar |
| ------------------------------------------------ | ------------------------------------------------ | -------------- |
| Chlorophyllum abruptibulbum                      | (R. Heim) Vellinga                               | 2002           |
| Chlorophyllum africanum                          | Z.W. Ge & A. Jacobs                              | 2018           |
| Chlorophyllum agaricoides                        | (Czern.) Vellinga                                | 2002           |
| Chlorophyllum alborubescens                      | (Hongo) Vellinga                                 | 2002           |
| Chlorophyllum arizonicum                         | (Shear & Griffiths) G. Moreno & Altés            | 2015           |
| Chlorophyllum bharatense                         | Sathe & S.M. Kulk.                               | 1981           |
| Chlorophyllum brunneum (Bruine knolparasolzwam)  | (Farl. & Burt) Vellinga                          | 2002           |
| Chlorophyllum demangei                           | (Pat.) Z.W. Ge & Zhu L. Yang                     | 2018           |
| Chlorophyllum globosum                           | (Mossebo) Vellinga                               | 2002           |
| Chlorophyllum hortense                           | (Murrill) Vellinga                               | 2002           |
| Chlorophyllum humei                              | (Murrill) Vellinga                               | 2002           |
| Chlorophyllum levantinum                         | Loizides, P. Alvarado & Konstantinou             | 2020           |
| Chlorophyllum lusitanicum                        | G. Moreno, Muñ.-Moh., Manjón, Carlavilla & Altés | 2015           |
| Chlorophyllum madagascariense                    | (L.M. Dufour) Heinem.                            | 1968           |
| Chlorophyllum mammillatum                        | (Murrill) Vellinga                               | 2002           |
| Chlorophyllum molybdites (Groenspoorparasolzwam) | (G. Mey.) Massee                                 | 1898           |
| Chlorophyllum morganii                           | (Peck) Massee                                    | 1898           |
| Chlorophyllum neomastoideum                      | (Hongo) Vellinga                                 | 2002           |
| Chlorophyllum nothorhacodes                      | Vellinga & Lepp                                  | 2003           |
| Chlorophyllum olivieri (Sombere knolparasolzwam) | (Barla) Vellinga                                 | 2002           |
| Chlorophyllum palaeotropicum                     | Z.W. Ge & A. Jacobs                              | 2018           |
| Chlorophyllum pseudoglobosum                     | J. Sarkar, A.K. Dutta & K. Acharya               | 2015           |
| Chlorophyllum rhacodes (Knolparasolzwam)         | (Vittad.) Vellinga                               | 2002           |
| Chlorophyllum shimogaense                        | Sathe & S.M. Kulk.                               | 1981           |
| Chlorophyllum sphaerosporum                      | Z.W. Ge & Zhu L. Yang                            | 2006           |
| Chlorophyllum squamulosum                        | A.K. Dutta, Soumili Bera & K. Acharya            | 2020           |
| Chlorophyllum subfulvidiscum                     | (Murrill) Vellinga                               | 2002           |
| Chlorophyllum subrhacodes                        | (Murrill) Vellinga                               | 2002           |